# Panulirus
Panulirus (лат.) — род лангустов из семейства Palinuridae.

## Описание
Отличительная особенность представителей — большая длина жгутов первой пары антенн.
Обитают на глубине до 50 м, оптимальные температуры 20—30 °С.
Многие виды являются объектами промышленного лова.

## Ареал
Представители рода встречаются в тропических водах (между 30° северной широты и 30° южной широты) Атлантического, Индийского и Тихого океанов.

## Классификация
В состав рода включают 24 таксона (виды и подвиды), в том числе:
- Panulirus argus (Latreille, 1804)
- Panulirus brunneiflagellum Sekiguchi & George, 2005
- Panulirus cygnus George, 1962
- Panulirus echinatus Smith, 1869
- Panulirus femoristriga (von Martens, 1872)
- Panulirus gracilis Streets, 1871
- Panulirus guttatus (Latreille, 1804)
- Panulirus homarus (Linnaeus, 1758)
- Panulirus inflatus (Bouvier, 1895)
- Panulirus interruptus (Randall, 1840)
- Panulirus japonicus (von Siebold, 1824)
- Panulirus laevicauda (Latreille, 1817)
- Panulirus longipes (A. Milne Edwards, 1868)
- Panulirus marginatus (Quoy & Gaimard, 1825)
- Panulirus meripurpuratus Giraldes & Smyth, 2016
- Panulirus ornatus (Fabricius, 1798)
- Panulirus pascuensis Reed, 1954
- Panulirus penicillatus (Olivier, 1791)
- Panulirus polyphagus (Herbst, 1793)
- Panulirus regius De Brito Capello, 1864
- Panulirus stimpsoni Holthuis, 1963
- Panulirus versicolor (Latreille, 1804)

В 1967 Р. У. Джордж и А. Р. Мэйн по строению экзоподита предложили разделить род на четыре группы. В 1995 году П. С. МакВильям подтвердил разделение на эти группы на основе анализа строения личиночных стадий, изменив принадлежность к группам только видов Panulirus interruptus и Panulirus guttatus.